# Nymphargus colomai
Nymphargus colomai — вид жаб родини скляних жаб (Centrolenidae). Описаний у 2020 році.

## Етимологія
Вид названо на честь еквадорського герпетолога Луїса Ауреліо Коломи, який був викладачем і наставником авторів таксона.

## Поширення
Ендемік Еквадору.

## Опис
Дрібна жаба, завдовжки 25 мм. Забарвлення верхньої частини тіла варіюється від тьмяно-жовтувато-зеленого до мандариново-жовтого, коричневого або сіро-оливкового кольору з численними дрібними жовтими або помаранчевими плямами. Нижня частина сірого кольору з численними непігментованими плямами. Кисті лапок світло-зеленого кольору.